# Melomantis africana
Melomantis africana är en bönsyrseart som beskrevs av Werner 1906. Melomantis africana ingår i släktet Melomantis och familjen Iridopterygidae. Inga underarter finns listade i Catalogue of Life.